# Isiah Kiplangat Koech
Isiah Kiplangat Koech (Kenia, 19 de diciembre de 1993) es un atleta keniano, especialista en la prueba de 5000 m, con la que llegó a ser medallista de bronce mundial en 2013.

## Carrera deportiva
En el Campeonato Mundial Juvenil de Atletismo de 2009 ganó el oro en los 3000 metros, con un tiempo de 7:51.51 segundos, superando a su paisano keniano David Kiprotich Bett y al eritreo Goitom Kifle.
Cuatro años después, en el Mundial de Moscú 2013 gana la medalla de bronce en los 5000 metros, tras el británico Mo Farah y el etíope Hagos Gebrhiwet (plata).